# Hassan Mustapha
Ne doit pas être confondu avec Hassan Moustafa, dirigeant de handball.
 (décembre 2018).
Si vous disposez d'ouvrages ou d'articles de référence ou si vous connaissez des sites web de qualité traitant du thème abordé ici, merci de compléter l'article en donnant les références utiles à sa vérifiabilité et en les liant à la section « Notes et références ».
Hassan Mustapha est un égyptologue égyptien ayant principalement œuvré dans le champ des pyramides de la nécropole memphite.